# Agave colorata
Agave colorata ist eine Pflanzenart aus der Gattung der Agaven (Agave). Ein englischer Trivialname ist „Costal Agave, Costal Century Plant“.

## Beschreibung
Agave colorata wächst einzeln und bildet kompakte Rosetten mit spärlichen Ausläufer. Die grauen bis bläulichen, lanzettenförmigen, spitz zulaufenden, leicht aufgerauten Blätter sind 25 bis 60 cm lang 12 bis 18 cm breit. Die unterschiedlich angeordneten warzenartigen Blattränder sind unregelmäßig gezahnt. Der gerade bis gebogene braune bis graue Enddorn wird bis 3 bis 5 cm lang.
Der rispige, gerade bis gebogene kräftige Blütenstand wird 2 bis 3 m hoch. Die gelben Blüten sind 50 bis 70 mm lang, erscheinen am oberen Teil des Blütenstandes und bilden sich an locker angeordneten variablen Verzweigungen. Die breit zylindrische trichterige Blütenröhre ist 15 bis 20 mm lang.
Die länglichen bis keulenförmigen, braunen dreikammerigen Kapselfrüchte sind 45 bis 55 mm lang und 15 bis 17 mm breit. Die schwarzen Samen sind 5 bis 6 mm lang.

## Systematik und Verbreitung
Agave colorata ist in Mexiko in den Bundesstaaten Sonora und Sinaloa an küstennahen Gegenden, Kalkhängen und in Waldland begrenzt verbreitet.
Die Erstbeschreibung durch Howard Scott Gentry ist 1942 veröffentlicht worden.
Agave colorata, ein Vertreter der Gruppe Ditepalae, ist in kleinen Kolonien zerstreut in küstennahen Gegenden von Guyamas, Navojoa bis in die Sierra Surutato angesiedelt. Typisch sind die auffälligen, variablen, hellen bis dunklen Abdrücke, die sich in den grauen bis bläulichen Blättern befinden. Die warzenartigen Blattränder sind gezahnt. Agave colorata ist morphologisch und geografisch nahe verwandt mit Agave shrevei.

## Nachweise
- Mary Irish, Gary Irish: Agaves, Yuccas and related plants. A. Gardener’s Guide. Timber Press, 2000, ISBN 0-88192-442-3, S. 111–112. Pl. 13.
- J. Thiede: Agave colorata. In: Urs Eggli (Hrsg.): Sukkulenten-Lexikon. Einkeimblättrige Pflanzen (Monocotyledonen). Eugen Ulmer, Stuttgart 2001, ISBN 3-8001-3662-7, S. 23.
- Bernd Ullrich: Agave colorata. In: Kakteen und andere Sukkulenten. Band 44, Nr. 3, 1993, Karteikarte 28.